# 小田治久

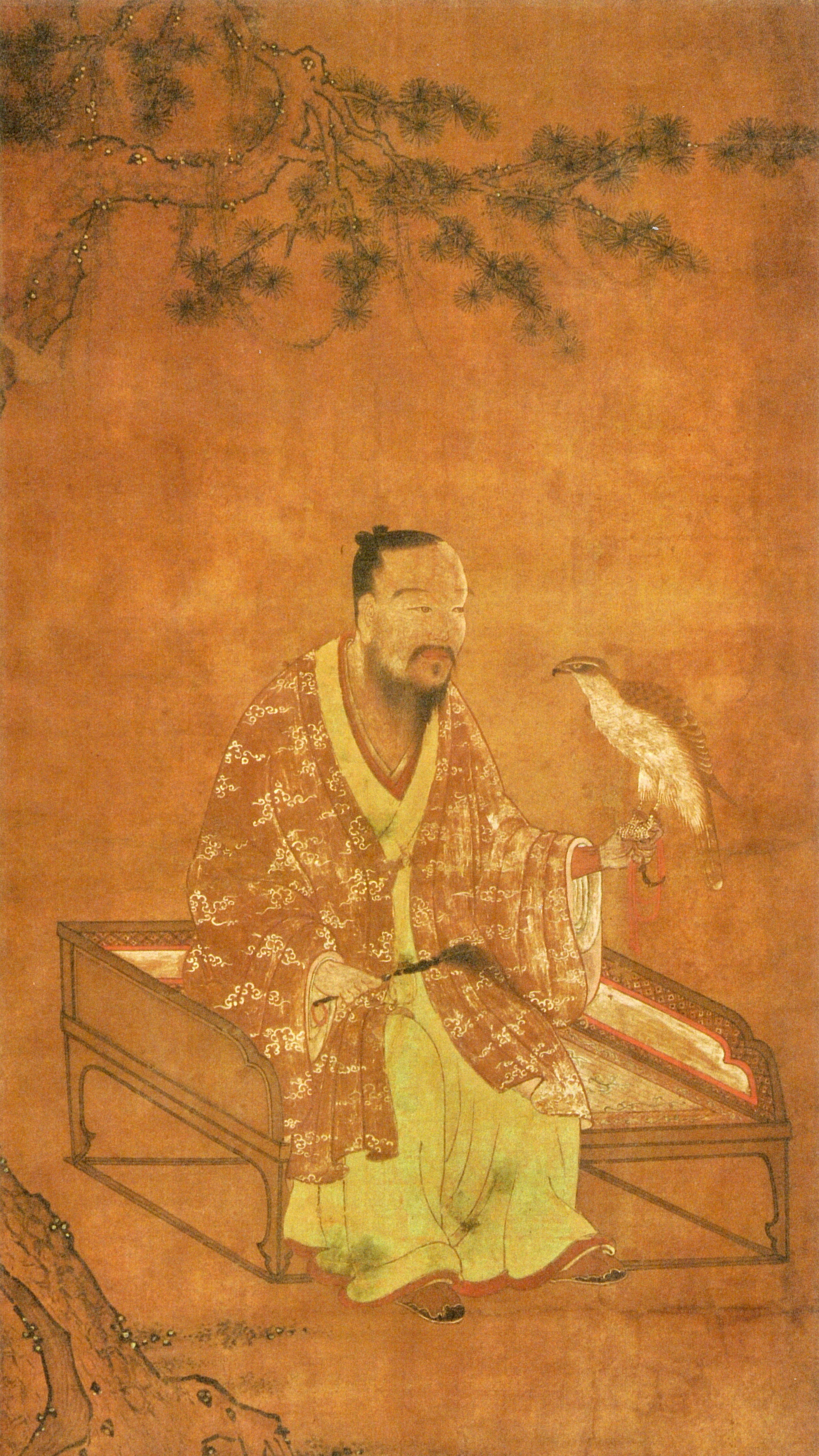
伝・小田治久像(法雲寺)

小田 治久（おだ はるひさ、1300年2月3日（正安2年1月12日） - 1353年1月22日（正平7年/文和元年12月17日）は、鎌倉時代後期から南北朝時代にかけての武将。小田氏の第8代当主。官位は宮内権少輔。尾張権守。常陸介。初名は小田高知（おだ たかとも）。子に小田孝朝がいる。

## 生涯
常陸にて第7代当主・小田貞宗（さだむね）の子（『尊卑分脈』）として生まれる。
生没年については、1283年2月10日（弘安6年1月12日） - 1353年1月16日（正平7年/文和元年12月11日）と伝わるが、父の貞宗は建武2年（1335年）に53歳で死去した（＝1283年生まれ）とされ、矛盾する。故に貞宗と治久を兄弟とする説もあるが、正安2年（1300年）生まれとする説があり、初名の高知が北条氏得宗家当主・鎌倉幕府第14代執権の北条高時より偏諱を受けたものとされることからも後者が正しいと判断される（父の貞宗は得宗・鎌倉幕府第9代執権の北条貞時(高時の父)より偏諱を受けたとされ、1283年生まれで問題ないとみられる）。

嘉暦2年（1327年）、父の代理として陸奥の安藤氏の乱鎮圧で功を挙げ、翌年鎌倉に帰還した（『鎌倉年代記』裏書）。元弘元年（1331年）の元弘の乱では鎌倉幕府軍に従ったが、同幕府が滅亡するとその罪を問われることを恐れて、幕命で常陸国に流罪とされていた万里小路藤房を助けて上洛し、後醍醐天皇に仕え、その諱「尊治」の一字を受けて治久に改名したとされる。のちに足利尊氏が後醍醐天皇の建武政権から離反すると南朝側に与し、延元元年/建武3年（1336年）には常陸瓜連城などに拠って楠木正家と共に、常陸の佐竹氏などの北朝勢力と戦った。その後延元3年/暦応元年に北畠親房を小田城に迎えたため、尊氏の命を受けた高師冬の攻撃を受け、興国2年/暦応4年（1341年）には北朝に降伏することを余儀なくされた。以後は北朝方に属して戦い、師冬に従って関・大宝両城の攻略にあたった（関城・大宝城の戦い）。正平7年/文和元年（1352年）12月17日、死去。後を子の孝朝が継いだ。法号は妙光院索准覚翁。